# Ragnar Hayn
Ragnar Hayn (* 4. April 1978 in Berlin) ist ein deutscher Geigenbauer.
Er wuchs in Hamburg auf, besuchte dort die Schule und verrichtete seinen Zivildienst. Nach diesem begann er 1998 seine Ausbildung zum Geigenbauer und Restaurator an der Newark School of Violin Making in England, welche er drei Jahre später mit einem Diplom mit Auszeichnung abschloss.
Heute betreibt er zusammen mit seiner Frau Bettina Hayn eine Werkstatt für Geigenbau und Restaurierungen in Berlin.

## Auszeichnungen
- Manchester International Cello Festival 2001, merit, Cello
- Mittenwald 2001, Bronze, Violine
- London 2004, Besondere Auszeichnung, Violine
- Mittenwald 2005, Bronze, Viola[1]
- Manchester International Cello Festival 2007, Gold, Cello[2]

Einige Beispiele von Künstlern, welche ein Instrument von Ragnar Hayn erworben haben: Ning Feng (Violine), Prof. Christiane Edinger (Violine),  Gabriel Adorján (Violine), Luke Turrell (Viola), Pauline Sachse (Viola), Truls Mørk (Cello), Johannes Moser (Cello), Prof. Xenia Jankovic (Cello), Konstanze von Gutzeit (Cello), Samuel Lutzker (Cello)
Cellisten der Wiener Philharmoniker: Peter Somodari, Csaba Bornemisza,  Sebastian Bru, Stefan Gartmayer, Raphael Flieder,